# 電王 (小說)

《電王》是一部科幻小説，由香港科幻小説作家倪匡所寫，系列編號58A。馬達加斯加的荒山，蒼幽的瑞士古堡，兩個相隔萬里的青年卻結合成石破天驚的力量。衛斯理再次解開這一串懸異離奇的謎團。台灣版本由皇冠出版社代理（ISBN 9573303558）；香港版本由當時尚是新成立的《勤＋緣》出版社代理。非人協會系列的《泥沼火人》是《電王》這個故事的前傳。

## 故事大綱

### 神秘的紅頭老爹
二十年前，馬達加斯加的一個偏僻山村，突然搬來紅頭老爹一家。他與妻子和兒子三個人住在一起。紅頭老爹及其妻子膚色黝黑，兒子卻是白種人模樣，令村民訝異莫名。更奇怪的是，他們從不和任何人接近，獨自住在山中。紅頭老爹只透過騾販子訂購很多專門書籍，用來教授他的孩子。幾年後孩子長大了。成了英俊的年輕人。村中的少女麗拉藉故想認識英俊的年輕人。當紅頭老爹聽說有人想認識他的兒子時，竟毅然離開山村。

### 非人協會
衛斯理在倫敦的一場朋友聚會上遇見地質學家英生。英生提及了紅頭老爹的一些事蹟。當年一個婦產科醫生笛立醫生，替一位澳洲土著婦女接生，當中似乎發生了一些怪事，送土著婦女前來醫院的是神秘的非人協會的一位成員端納，孩子出生後，笛立醫生卻與孕婦一起失蹤了。

### 年輕人身世成謎
另一方面，白老大精於國際象棋，一次賭局中竟輸給了一個名叫文依來的年輕人，並莫名其妙地做了他的監護人，但一直查不出他的身份來歷，衛斯理於是展開調查。原來，二十年前非人協會會員端納(是一名地質探測師)，在澳洲腹地士狄維亭山區的泥沼中，發現一名身受重傷，但身體會發電的男人，因為對方步步進逼，迫不得已，他將男人開槍殺死，事後，端納將他懷孕的妻子倫倫(是一名剛剛族土著)帶返非人協會位於瑞士的總部，會員認為胎兒出生後有可能遺傳到父親的異能，於是一致通過胎兒入會。非人協會的范總管親自送即將分娩的倫倫入院，並由婦產科專家笛立醫生(即紅頭老爹)接生，笛立隱瞞雙胞胎的事實，讓范總管接走先出生的文依來後，即帶走倫倫，再為她接生另一胎兒，從此與兩母子隱居馬達加斯加。二十年後，非人協會發現不到文依來有任何異能，於是為他找來白老大當監護人，安排他就讀瑞士貴族學校，並隱瞞他的身世，讓他過正常人的生活。

### 與殺手對決
與英生分道揚鑣後，衛斯理跟蹤文依萊前往澳洲。只見文依來和一個胖子，兩人駕著車子，前往澳洲內陸。他們的目的地是澳洲內陸中心的謎樣巨大紅色岩石「無言者」。原來笛立醫生認為讓兩兄弟相認會發揮潛在的異能，於是聘請私家偵探查得文依來的下落，並誘騙他到士狄維亭山區，沿途聘請職業殺手「要命的瘦子」保護文依來，以免他受打擾。途中「要命的瘦子」為阻止衛斯理跟蹤，用殺手專用的酒瓶麻醉針讓他失去知覺，自己卻被文依來無意中釋放出的電流擊斃，衛斯理醒轉後，在他身上發現一把鎖匙及一個地址。

### 會發電的人
『要命的瘦子』為阻止衛斯理跟蹤，將衛斯理叫到車上，再用殺手專用的武器『酒瓶』中的麻醉針，讓他失去知覺，自己卻意外被文依來無意中釋放出的強大電流擊斃。衛斯理醒來後，在他的屍體上發現一把鎖匙及一個地址。衛斯理與文依來輪流開車，在一個牧場遇上端納，了解了二十年前的往事，知道文依萊是外星來客的兒子，還有當年倫倫生的其實是雙胞胎。端納並讓他知道非人協會被笛立瞞騙的事；端納帶他們到達泥沼附近，突然被與笛立同來的華沙公約組織的精銳部隊包圍。

### 最後的決戰
衛斯理與文依來遇上端納，端納帶他們到泥沼附近，文依來終與弟弟、母親相認，這時他們被與笛立同來的華沙公約組織的精銳部隊包圍，兩兄弟攜手發出巨大閃電讓在場所有敵人昏迷。他們通過解放的遺傳因子得到訊息，明白自己的使命。原來二十年前，他們的亡父(一種名為火人的外星生物)在宇宙飛行中遇到意外，來到地球上，飛船落入澳洲荒山中，受了傷的他製造出一個泥沼，將飛船藏在下面，未料發生意外，被來探勘泥沼的笛立醫生和地質測量師端納開槍殺死，死前將倫倫和腹中的胎兒託孤給地質測量師端納。在知道自己身世後，倆兄弟合力發動飛船，打算完成父親的遺願後，再一起回到父親的星球。

## 登場角色
- 衛斯理 - 故事主角。好管閒事的人。
- 白老大 - 衛斯理的岳父。曾是青幫老大。
- 文依來 - 身世成謎的年輕人。他的名字是電人(Elec man)倒過來。
- 胖子雅拔 - 世界排名第三的殺手。外號「要命的瘦子」。使用的武器是隨身攜帶的酒瓶底部射出來的毒針。
- 艾利克 - 不通世事的年輕人，文依來的弟弟。兩人是雙胞胎。
- 端納 - 地質測量師。二十年前在泥沼中意外發現會發電的人。卻不慎將之誤殺。
- 倫倫 - 澳洲土著。文依來和艾力克雙胞胎的母親。
- 笛立 - 二十年前替倫倫接生的婦產科醫師。為了獨佔異能，隱瞞了文依萊雙胞胎弟弟的存在。搬到馬達加斯加島，化身成紅頭老爹。
- 麗拉 - 與謎樣青年同村中的少女。是馬達加斯加的土著。
- 英生 - 衛斯理的朋友，是一個十分相信地殼分裂說的地質學家，與衛斯理一起前往澳洲後分道揚鑣。

## 作者想表達的觀點
- 「龍生龍，鳳生鳳，老鼠生的兒子會打洞」，據說人類的記憶和本能能夠儲存在身上某些器官(如眼睛)和遺傳基因裡，外星人似乎也是如此。
- 以故事關聯性而論：極刑→電王→生死鎖→黃金故事→遊戲→解脫，因為在《電王》故事中『要命的瘦子』把開啟轉生之鑰匙給衛斯理，但是卻被陳長青拿去，開啟了轉世之門《生死鎖》，而《遊戲》是整個系列集大成之作(雖然雷聲大雨點小)，提到了溫寶裕，陳長青，小納爾遜，蓋雷夫人等角色，時間順序應該是這幾本外傳的最後一本。

| 前任者： 058 極刑 | 衛斯理系列（按編號） 058A                            | 繼任者： 058B 生死鎖 |
| 前任者： 極刑     | 衛斯理系列（按連載時序） 1985年3月5日至1985年6月23日 | 繼任者： 遊戲        |